# 皇獅婁
皇獅婁（こうしろう）は、日本のAV監督。

## 略歴
AV監督としてのキャリアは、AVメーカー「Waap Entertainment」から。
痴女ものやフェラものを得意とし、企画等Waap時代に数多くヒット作品を残す。
その後、Waap Entertainmentを退社し、エッジの代表取締役兼AV監督として活躍している。

## 主な代表作
Waap Entertainment時
- 「痴」女優
- 女ハ男ヲ目デ犯ス。

エッジ時
- 口マンコ
- ドリームクリニック